# Georg Dalunde
Erik Georg Dalunde, född 7 juli 1881 i Mattmar, Jämtland, död 19 april 1961 i Sofia församling i Stockholm, var en svensk boktryckare och skådespelare. 

## Biografi
Dalunde var ursprungligen utbildad typograf, men spelade amatörteater på fritiden.  Han blev så småningom engagerad vid olika resande teatersällskap som turnerade i Sverige och Finland, och kom då i kontakt med Svenska Biografteatern som precis hade inlett sin filmverksamhet i Kristianstad. Filmbolaget engagerade honom för huvudrollen i flera av sina första svenska långfilmer, till exempel  Värmlänningarne år 1910, och han blev en av Sveriges första filmstjärnor. 
Efter skådespelaråren var han verksam som boktryckare, och delägare i Dalunde & Eliassons tryckeri i Stockholm. Dalunde gjorde många offentliga framträdanden och uppläsningar (en del i Sveriges Radio), samt höll föreläsningar om ortnamn och dialekter, särskilt om jämtskan från sin hembygd. 
Georg Dalunde var gift med Anna Bengtsson samt far till filmfotografen Bengt Dalunde och skådespelerskan Nancy Dalunde. Han är begravd på Skogskyrkogården i Stockholm.

## Filmografi
- 1910 – Fänrik Ståls sägner (Molnets broder och General von Döbeln)
- 1910 – Bröllopet på Ulfåsa (Bengt Lagman)
- 1910 – Värmlänningarne (Erik)
- 1938 – Med folket för fosterlandet (Erik)
- 1942 – Kan doktorn komma? (Fattigvårdsnämndens ordförande)

## Teater

### Roller
| År   | Roll          | Produktion                      | Regi          | Teater             |
| ---- | ------------- | ------------------------------- | ------------- | ------------------ |
| 1931 | Häradsdomaren | Johanson och Vestman Karl Staaf | Eric Malmberg | Nya Intima teatern |

## Diskografi
Humoristiska historier på jämtmål från Mattmars socken utgivna på 78-varvare.
- 1. Statistitjen ("Statistiken")   2. E kvarnrejs i oföre ("En kvarnresa i dåligt före") – Odeon, 1930
- 1. Revolutionsberättelse   2. Når all bankan va' uttan päning ("När alla banker var utan pengar") – Odeon, 1930
- 1. E äventyr frå småsträkåren ("Ett äventyr från småpojksåren")   2. Jazzsjuka ("Jazzsjukan") – Odeon, 1932